# Adam Janik
Adam Antoni Janik (ur. 26 marca 1913 w Nowym Sączu, zm. 13 stycznia 1991) – polski lekarz (chirurg), członek Armii Krajowej, ratownik górski. 

## Życiorys
W 1937 roku ukończył studia na Wydziale Lekarskim Uniwersytetu Jagiellońskiego, a w 1945 roku uzyskał stopień doktora. Podczas II wojny światowej pracował jaki lekarz w gminie Trzciana. Był również członkiem Armii Krajowej (ps. Wilczur, Klon) - przeprowadzał szkolenia personelu medycznego w oddziałach partyzanckich oraz udzielał pomocy rannym. Po zakończeniu walk pracował w Szpitalu Św. Łazarza w Krakowie (1945-1951) oraz pełnił funkcje asystenta w II Klinice Chirurgii krakowskiej Akademii Medycznej (1948-1951). Specjalizował się w chirurgii urazowwej oraz neurochirurgii - w tym zakresie odbył staże naukowe m.in. we Francji, Wielkiej Brytanii (1957) oraz Austrii (1959).
W 1952 roku objął stanowisko ordynatora Oddziału Chirurgii Szpitala Miejskiego w Rabce, którą to funkcję sprawował aż do śmierci. Na początku lat 60. XX wieku nawiązał współpracę z Grupą Podhalańską GOPR - najpierw w zakresie szkoleń, a następnie najpierw jako lekarz Grupy (1960-1965) oraz lekarz naczelny GOPR (1965-1970). W 1961 roku został ratownikiem górskim. Był jednym z organizatorów współpracy GOPR z lotnictwem sanitarnym, w szczególności ze śmigłowcami.
Był członkiem Polskiego Towarzystwa Lekarskiego, przewodnicząc Kołu Terenowemu w Rabce w latach 1957–1983, Towarzystwa Chirurgów Polskich (członek Zarządu Oddziału Krakowskiego w latach 1975-1979, członek honorowy od 1984 roku), Komisji Urazów Ośrodkowego Układu Nerwowego Polskiej Akademii Nauk (od 1972) oraz ZBOWiD (od 1972). Opublikował 12 artykułów z dziedziny neurochirurgii i chirurgii urazowej.
W uznaniu zasług został odznaczony m.in. Złotym Krzyżem Zasługi, Odznaką „Zasłużony Lekarz Polskiej Rzeczypospolitej Ludowej”, Odznaką „Za wzorową pracę w służbie zdrowia”, Honorową Odznaką PTL, Złotą Odznaką GOPR oraz Medalem "Zasłużony dla Uzdrowiska Rabka”. W 2017 roku został pośmiertnie odznaczony Medalem "Sprawiedliwy wśród Narodów Świata".
Miał troje dzieci. Jego syn, Robert Janik (1941-2023) również był lekarzem, a w latach 1993-1998 pełnił funkcję naczelnika TOPR, córka Małgorzata Janik-Trella - urzędnikiem samorządowym i pracownikiem socjalnym, druga córka Lidia Janik-Kurek.